# チュール (バンド)
チュール（CureaL）は、かつて存在した北海道出身の日本の2ピースロックバンド。所属レコード会社は、キューンレコード。バンド名は、「シュール」と「ナチュラル」を組み合わせた造語。インディーズ時代のアーティスト名は、英字「CureaL」。

## メンバー
酒井由里絵（さかい ゆりえ、1987年12月18日 - ）
パート：ベース、ボーカル、作詞・作曲
北海道札幌市出身。解散後は都内でサポートミュージシャンやピアノ講師として活動。
重松謙太（しげまつ けんた、1987年3月3日 - ）
パート：ギター、作曲
北海道美唄市出身。

## 経歴
- 2003年 - 高校時代の酒井由里絵と重松謙太が、インターネット上のメンバー募集掲示板で知り合う。重松の組んでいたコピーバンドに酒井がベーシストとして加入する形だったが、ボーカリストが脱退し、酒井がベースボーカルのスリーピースバンド「Junk」となる。狸小路の路上ライブなどで活動。
- 2008年 - 「CureaL」に改名。手売りで発売したCDが500枚以上のセールスを記録。
- 2009年 - 4月、札幌でのワンマンライブを成功させる。そのライブをもってドラマーが脱退し、ツーピースバンドとなる。5月に東京へ進出。
- 2010年
  - 2月3日 - 1stシングル「見てみてよ」でメジャーデビュー[2]。
  - 6月9日 - 2ndシングル「思想電車」をリリース。
  - 11月3日 - 3rdシングル「やさしさを考えてみる」をリリース。
  - 12月1日 - 1stアルバム『ココロノウタ』をリリース。
- 2011年6月15日 - 4thシングル「微笑んでみるだけで」をリリース。
- 2012年
  - 2月1日 - 5thシングル「その瞳、意味深」をリリース。
  - 5月9日 - 公式サイトにて解散を発表[3]。
  - 6月16日 - ラストライブ『ほたるの光〜チュール解散ライブ☆それぞれの道へ〜』を開催し解散した。

## ディスコグラフィー

### シングル
|     | リリース      | タイトル             | 規格   | 販売生産番号 |
| 1st | 2010年2月3日  | 見てみてよ           | 12cmCD | KSCL-1524    |
| 2nd | 2010年6月9日  | 思想電車             | 12cmCD | KSCL-1579    |
| 3rd | 2010年11月3日 | やさしさを考えてみる | 12cmCD | KSCL-1648    |
| 4th | 2011年6月15日 | 微笑んでみるだけで   | 12cmCD | KSCL-1758    |
| 5th | 2012年2月1日  | その瞳、意味深       | 12cmCD | KSCL-1869    |

### アルバム
|     | リリース      | タイトル     | 規格       | 販売生産番号 |
| 1st | 2010年12月1日 | ココロノウタ | 12cmCD+DVD | KSCL-1662/3  |
| 1st | 2010年12月1日 | ココロノウタ | 12cmCD     | KSCL-1664    |

## ミュージックビデオ
- 監督：大宮エリー
  - 「見てみてよ」
- 監督：moocho
  - 「思想電車」
  - 「やさしさを考えてみる」
  - 「微笑んでみるだけで」
  - 「その瞳、意味深」（出演:能年玲奈）

## タイアップ一覧
| 使用年 | 曲名                 | タイアップ                                                             |
| ------ | -------------------- | ---------------------------------------------------------------------- |
| 2010年 | 見てみてよ           | テレビ東京系『JAPAN COUNTDOWN』1月度エンディングテーマ                 |
| 2010年 | 思想電車             | TBS・MBSアニメ『おおきく振りかぶって〜夏の大会編〜』エンディングテーマ |
| 2010年 | やさしさを考えてみる | TBS系『ひるおび!』2010年11月度エンディングテーマ                       |
| 2010年 | やさしさを考えてみる | テレビ神奈川『saku saku』2010年11月度エンディングテーマ                |
| 2011年 | 微笑んでみるだけで   | テレビ愛知『映画なう』6月度エンディングタイアップ                      |
| 2012年 | その瞳、意味深       | TBS系『私の何がイケないの?』エンディングテーマ                         |

## ヘビーローテーション/パワープレイ

### テレビ
| 放送年 | 曲名                 | ヘビーローテーション/パワープレイ                        |
| ------ | -------------------- | -------------------------------------------------------- |
| 2010年 | 見てみてよ           | 日本テレビ系『音楽戦士 MUSIC FIGHTER』POWER PLAY         |
| 2010年 | やさしさを考えてみる | スペースシャワーTV 11月度前半ミドルローテーション「it!」 |
| 2011年 | 微笑んでみるだけで   | テレビ愛知『a-ha-N』6月度パワープレイ                    |

## 出演

### テレビ
- COOK音楽（MBSテレビ、2012年2月11日放送分）

### ラジオ
- 「チュル×3」（FM NACK5、金曜日24:30 - 25:00 2009年10月 - 2011年3月）
- どさんこチュールのポテトはいかが?-DX-（AIR-G'、土曜日20:30 - 20:55 2010年10月 - 12月）

## 主なライブ
- 2010年05月21日 - LIVE H
- 2010年11月14日 - MINAMI WHEEL 2010
- 2011年01月11日 - MUSIC LTD. 第20回公開収録
- 2011年08月13日 - RISING SUN ROCK FESTIVAL 2011 in EZO
- 2011年10月14日 - MINAMI WHEEL 2011
- 2012年06月16日 - ほたるの光 〜チュール解散ライブ☆それぞれの道へ〜（w/ほたる日和）